# Conjunto Feira VII
O conjunto Feira VII é um conjunto habitacional pertencente ao bairro Tomba, em Feira de Santana. O conjunto possui pouco mais 20 anos, os primeiros moradores vieram no ano de 1995, com financiamento da Caixa Econômica Federal. Atualmente, possui cerca cerca de 3 mil moradores e é divido em 52 caminhos e 2 avenidas. Faz divisa com outros conjuntos como: Elza Azevedo, Liberdade, Panorama e Sitio Matias.

## Transporte
O conjunto é atendido atualmente pela empresa São João e possui duas linhas: uma, atendida por ônibus, que faz integração com o Terminal Central (020 Feira VII) e outra através de micro-ônibus, que faz integração com o Terminal Sul (046 Terminal Sul).
Ambas funcionam todos os dias da semana, das 05h às 00h. A integração ao Terminal Central é feita através de ônibus urbanos que saem em cerca de 15 em 15 minutos nos dias úteis. Já as alimentadoras do Terminal Sul são operadas por micro-ônibus que funcionam em cerca de 10 em 10 minutos.

## Administração
O conjunto tem uma Associação de Moradores, antes dirigida por Reginaldo Xavier de Almeida. Após as eleições de 2011, a presidência da Associação ficou nas mãos de Flavio Santos Tavares, que até então continua na presidência do bairro.

## Educação
O conjunto possui 2 escolas municipais e cerca de 5 particulares. As municipais são: Escola Municipal Faustino Dias e a Escola Municipal José Raimundo Pereira de Azevedo (mais conhecida como CAIC). As principais escolas particulares são: Escola Prisma, Escola Mundo das Cores, Escola Alaíde Ribeiro, Escola Joana de Ângeles e Escola Solange Mascarenhas.

## Chuvas de 2010
As chuvas que atingiram o conjunto geraram grandes estragos aos moradores. Segundo uma reportagem da TV Subaé, parte do bairro ficou alagado, sendo necessária a utilização de botes do Corpo de Bombeiros. Segundo a Prefeitura, o número de famílias com imóveis atingidos foi de 15.